# 安江祥光
安江 祥光（やすえ よしみつ、1984年8月25日 - ）は、ラグビーユニオンの選手。

## 略歴
15歳からラグビーを始めた。
2003年、帝京高校卒業後、帝京大学に入る。
2007年、帝京大学卒業後、日本IBMビッグブルー(現・BIG BLUES)に加入。同年10月27日に行われたジャパンラグビートップリーグ第1節のリコーブラックラムズ戦にて途中出場で公式戦初出場を果たす。
2009年、神戸製鋼コベルコスティーラーズ(現・コベルコ神戸スティーラーズ)に加入。
2016年、三菱重工相模原ダイナボアーズへ移籍。
2025年3月22日、40歳の時に、ジャパンラグビーリーグワン2024-25シーズン第12節のトヨタV戦で、トップリーグ時代109試合（日本選手権やカップ戦などを含む）、リーグワン41試合、計150試合出場を達成した。
2025年5月、三菱重工相模原ダイナボアーズを退団。

## 受賞歴
- 2012-13ベストフィフティーン